# Lijst van uitvinders
Hieronder volgt een lijst van personen die een belangrijke uitvinding of ontdekking deden of die bestaande uitvindingen aanmerkelijk verbeterden.
| Naam                               | Uitvinding                                 | Jaar                              |
| ---------------------------------- | ------------------------------------------ | --------------------------------- |
| Robert Abplanalp                   | spuitbusventiel                            | 1949                              |
| Franz Carl Achard                  | suiker uit bieten                          | 1803                              |
| Robert Adler                       | afstandsbediening                          | 1956                              |
| Jakob Amsler                       | planimeter                                 | 1854                              |
| Nicolas Appert                     | vacuümbotteling                            | 1804                              |
| Nicolas Appert                     | conservenblik                              | 1810                              |
| Archimedes van Syracuse            | schroef van Archimedes                     |                                   |
| Richard Arkwright                  | waterframe-spinmachine                     | 1769                              |
| Edwin Armstrong                    | FM-radio                                   | 1918                              |
| Neil Arnott                        | waterbed                                   | 1832                              |
| Joseph Aspdin                      | portlandcement                             | 1824                              |
| Charles Babbage                    | mechanische computer                       | 1820                              |
| Leo Baekeland                      | bakeliet (kunststof)                       | 1909                              |
| Alexander Bain                     | faxmachine                                 | 1843                              |
| John Logie Baird                   | televisie                                  | 1923                              |
| Siegfried von Basch                | bloeddrukmeter                             | 1881                              |
| Trevor Baylis                      | opwindradio                                | 1989                              |
| Alexander Graham Bell              | telefoon                                   | 1876 (zie ook Meucci)             |
| Alexander Graham Bell              | fotofoon                                   | 1880                              |
| Alexander Graham Bell              | metaaldetector                             | 1881                              |
| Josiah Bent                        | eerste crackers                            | 1801                              |
| Carl Benz                          | automobiel (benzine)                       | 1884                              |
| Carl Benz                          | carburateur                                | 1885 (samen met Gottlieb Daimler) |
| Emile Berliner                     | grammofoonplaat en platenspeler            | 1887                              |
| Tim Berners-Lee                    | world wide web                             | 1989                              |
| Henry Bessemer                     | bessemerpeer                               | 1855                              |
| Alfred Binet                       | IQ-test                                    | 1896                              |
| László Bíró                        | kogelpen                                   | 1938                              |
| James Bogardus                     | gietijzeren constructies voor gebouwen     | 1850                              |
| Gail Borden                        | gecondenseerde melk                        | 1856                              |
| Louis Braille                      | brailleschrift                             | 1829                              |
| Jacques Edwin Brandenberger        | cellofaan                                  | 1908                              |
| Heinrich Brandes                   | weerkaart                                  | 1819                              |
| Karl Ferdinand Braun               | kathodestraalbuis                          | 1898                              |
| Robert Bunsen                      | gasbrander                                 | 1856                              |
| Robert Cailliau                    | world wide web                             | 1989                              |
| Nicholas Callan                    | vonkinductor                               | 1836                              |
| Chester Carlson                    | xerografie                                 | 1938                              |
| Wallace Carothers (DuPont)         | nylon                                      | 1937                              |
| Joseph Constantine Carpue          | plastische chirurgie                       | 1814                              |
| George Cayley                      | rupsband                                   | 1824                              |
| Anders Celsius                     | temperatuurschaal                          |                                   |
| James Chalmers                     | postzegel (zelfklevend)                    | 1834                              |
| Claude Chappe                      | semafoor                                   | 1792                              |
| Jacques Charles                    | hydrometer                                 |                                   |
| Jacques Charles                    | goniometer                                 |                                   |
| Robert Chesebrough                 | vaseline                                   | 1879                              |
| Juan de la Cierva                  | autogiro                                   | 1923                              |
| Charles Xavier Thomas de Colmar    | rekenmachine                               | 1819                              |
| Georges Claude                     | neon-lichtreclame                          | 1909                              |
| Henri Coandă                       | straaljager                                | 1954                              |
| Josephine Cochrane                 | vaatwasmachine                             | 1886                              |
| Menno van Coehoorn                 | coehoornmortier                            | 1674                              |
| Samuel Colt                        | colt-revolver                              | 1847                              |
| Harry Coover                       | secondelijm                                | 1956                              |
| Cornelis Corneliszoon van Uitgeest | houtzaagmolen                              | 1593                              |
| Laurens Janszoon Coster            | boekdrukkunst                              |                                   |
| Bartolomeo Cristofori              | piano                                      | 1711                              |
| William Cruikshank                 | gechloreerd drinkwater                     | 1800                              |
| George Crum                        | aardappelchips                             | 1853                              |
| John Curtis                        | kauwgom                                    | 1848                              |
| Louis Daguerre                     | fotografie                                 | 1837                              |
| Gottlieb Daimler                   | motorfiets                                 | 1885                              |
| Jacob Davis                        | spijkerbroek                               | 1850                              |
| Humphry Davy                       | veiligheidslamp/mijnlamp                   | 1815                              |
| Jean Baptiste Denis                | bloedtransfusie                            | 1625                              |
| Charles Derosne                    | morfine als pijnstiller                    | 1803                              |
| Charles Derosne                    | lucifer (fosfor)                           | 1816                              |
| James Dewar                        | thermosfles                                | 1892                              |
| Rudolf Diesel                      | dieselmotor                                | 1897                              |
| Bryan Donkin                       | inblikken voedsel                          | 1812                              |
| Michail Doliwo-Dobrowolski         | elektrische draaistroommachine             | 1888                              |
| Herr Dowe                          | kogelwerend vest                           | 1894                              |
| Cornelis Drebbel                   | voorloper van verrekijker                  | 1600                              |
| Cornelis Drebbel                   | thermometer                                | 1605                              |
| Cornelis Drebbel                   | onderzeeboot                               | 1622                              |
| Cornelis Drebbel                   | broedmachine                               |                                   |
| John Boyd Dunlop                   | rubberband                                 | 1880                              |
| John Boyd Dunlop                   | fietsband                                  | 1888                              |
| James B. Eads                      | duikerklok                                 |                                   |
| George Eastman                     | fotocamera                                 | 1888                              |
| Thomas Edison                      | gloeilamp                                  | 1878                              |
| Thomas Edison                      | fonograaf                                  | 1877                              |
| Thomas Edison                      | cinematografie                             | 1877                              |
| Willem Einthoven                   | elektrocardiogram                          | 1901                              |
| Paul Eisler                        | printplaat                                 | 1936                              |
| Douglas Engelbart                  | computermuis                               | 1963                              |
| Alfons Van den Eynde               | kat, ezel, preiplantmachine, autokar       | 1935-1970                         |
| Michael Faraday                    | rubberballon                               | 1824                              |
| Michael Faraday                    | elektrische transformator                  | 1831                              |
| Gabriel Fahrenheit                 | kwikthermometer                            | 1714                              |
| Adolf Fick                         | contactlenzen                              | 1888                              |
| Gerhard Fischer                    | metaaldetector                             | 1920                              |
| Alexander Fleming                  | penicilline                                | 1928                              |
| John Ambrose Fleming               | vacuümdiode                                | 1904                              |
| Lee De Forest                      | Audion                                     | 1907                              |
| Léon Foucault                      | slinger van Foucault                       | 1851                              |
| Léon Foucault                      | gyroscoop                                  | 1851                              |
| Alexander Forsyth                  | slaghoeddetonator                          | 1805                              |
| Benoît Fourneyron                  | waterturbine                               | 1827                              |
| Benjamin Franklin                  | bliksemafleider                            | 1752                              |
| Augustin Fresnel                   | soda                                       | 1810                              |
| Augustin Fresnel                   | lichtbreking                               | 1815                              |
| Augustin Fresnel                   | vuurtorenlens                              | 1822                              |
| Richard Gatling                    | machinegeweer                              | 1861                              |
| Maus Gatsonides                    | gatsometer                                 | 1958                              |
| Joseph Gayetty                     | toiletpapier                               | 1857                              |
| Louis Gay-Lussac                   | hydrometer                                 | 1824                              |
| Hans Wilhelm Geiger                | geigerteller                               | 1923                              |
| Edmund Germer                      | fluorescentielamp                          | 1926                              |
| Conrad Gesner                      | potlood                                    | 1565                              |
| Henri Giffard                      | luchtschip                                 | 1852                              |
| Henri Giffard                      | injector                                   | 1858                              |
| King Camp Gillette                 | wegwerpscheermesje                         | 1901                              |
| Joseph Glidden                     | prikkeldraad                               | 1874                              |
| Robert Hutchings Goddard           | meertrapsraket                             | 1914                              |
| Robert Hutchings Goddard           | vloeibare-brandstofraket                   | 1926                              |
| Sylvan Goldman                     | winkelwagen                                | 1937                              |
| Peter Carl Goldmark                | langspeelplaat                             |                                   |
| Charles Goodyear                   | gevulkaniseerd rubber                      | 1839                              |
| Zénobe Gramme                      | dynamo                                     | 1869                              |
| George F. Green                    | tandartsboor                               | 1875                              |
| James Henry Greathead              | tunnelgraafmachine                         | 1870                              |
| Alfred J. Gross                    | portofoon                                  | 1938                              |
| Alfred J. Gross                    | 27 MC-radio                                | 1948                              |
| Alfred J. Gross                    | semafoon                                   | 1949                              |
| Emile Grubbe                       | radiotherapie                              | 1896                              |
| Otto von Guericke                  | elektriseermachine                         |                                   |
| Otto von Guericke                  | barometer (als weerglas)                   | 1661                              |
| Otto von Guericke                  | dasymeter                                  |                                   |
| Otto von Guericke                  | Maagdenburger halve bollen                 | 1654                              |
| Otto von Guericke                  | vacuümpomp                                 | 1650                              |
| Otto von Guericke                  | manometer                                  | 1661                              |
| Ernest Guglielminetti              | asfaltweg                                  | 1902                              |
| Johannes Gutenberg                 | boekdrukkunst                              | 1440                              |
| Samuel Guthrie                     | chloroform (als anestheticum)              | 1831                              |
| Stephen Hales                      | ontdekker van bloeddruk                    | 1726                              |
| Thomas Hancock                     | elastiek                                   | 1820                              |
| Thomas Hancock                     | aandrijfriem                               | 1824                              |
| James Hargreaves                   | Spinning Jenny-spinmachine                 | 1764                              |
| Robert Heinlein                    | waterbed                                   |                                   |
| F & J Heinz                        | tomatenketchup                             | 1876                              |
| Joseph Henry                       | relais                                     | 1835                              |
| Heinrich Hertz                     | radiotelegrafie                            | 1888                              |
| Peter Cooper Hewitt                | kwiklamp                                   | 1901                              |
| Rowland Hill                       | postzegel                                  | 1840                              |
| Felix Hoffmann (Bayer)             | aspirine als pijnstiller                   | 1899                              |
| Herman Hollerith                   | ponskaart                                  |                                   |
| Nick Holonyak                      | led (light-emitting diode)                 | 1962                              |
| Richard Hornsby                    | compressieontsteking                       | 1892                              |
| Robert Hooke                       | spiraalveer                                |                                   |
| Robert Hooke                       | diafragma                                  |                                   |
| Casparus en Coenraad van Houten    | cacaopoeder, cacaoboter                    |                                   |
| Elias Howe                         | naaimachine                                | 1846                              |
| David E. Hughes                    | microfoon                                  | 1878                              |
| Christian Hülsmeyer                | radar                                      | 1904                              |
| Christiaan Huygens                 | slingeruurwerk                             | 1656                              |
| Constantijn Huygens                | klinkerweg                                 | 1646                              |
| Simon Ingersoll                    | rotsboor                                   | 1871                              |
| Pavel Jablotsjkov                  | jablochkoff-kaars                          | 1876                              |
| Sacharias Jansen                   | samengestelde microscoop                   | 1590                              |
| Joseph-Marie Jacquard              | zijdeweefgetouw                            | 1801                              |
| Edward Jenner                      | vaccinatie                                 | 1796                              |
| Samuel C. Johnson                  | meubelwas                                  | 1886                              |
| Robert Wood Johnson                | plakpleister                               | 1899                              |
| Whitcomb Judson                    | ritssluiting                               | 1893                              |
| Waldemar Jungner                   | nikkel-cadmium-accu (NiCd)                 | 1899                              |
| Waldemar Jungner                   | nikkel-ijzer-accu (NiFe)                   | 1899                              |
| Waldemar Jungner                   | alkaline zilver-cadmium-accu (AgCd)        | 1899                              |
| Waldemar Jungner                   | een brandstofcel.                          | 1907                              |
| Theophilus Van Kannel              | draaideur                                  | 1888                              |
| John Kay                           | schietspoel                                | 1733                              |
| Edward W. Kellogg                  | luidspreker                                | 1924                              |
| John Harvey Kellogg                | cornflakes                                 | 1876                              |
| Jack Kilby                         | geïntegreerde schakeling                   | 1958                              |
| Petrus Jacobus Kipp                | toestel van Kipp                           | 1844                              |
| Margaret Knight                    | papieren draagzak                          | 1868                              |
| Willem Kolff                       | kunstnier                                  | 1943                              |
| Willem Kolff                       | kunsthart en hart-longmachine              |                                   |
| Rudolf Kompfner                    | lopende-golfbuis                           | 1943                              |
| René Laennec                       | stethoscoop                                | 1816                              |
| Hedy Lamarr                        | methode voor frequentieverspringing        | 1941                              |
| Samuel Pierpont Langley            | bolometer                                  |                                   |
| John Bennet Lawes                  | superfosfaat of kunstmest                  | 1839                              |
| Jan Adriaanszoon Leeghwater        | duikerklok                                 | 1605                              |
| Antoni van Leeuwenhoek             | Van Leeuwenhoekmicroscoop                  |                                   |
| Leonardo da Vinci                  | helikopter (beschrijving)                  |                                   |
| Leonardo da Vinci                  | machinegeweren                             |                                   |
| Leonardo da Vinci                  | tank                                       |                                   |
| Leonardo da Vinci                  | onderzeeboot (beschrijving)                |                                   |
| Gottfried Wilhelm von Leibniz      | binair stelsel                             | 1679                              |
| Étienne Lenoir                     | automobiel                                 | 1862                              |
| Étienne Lenoir                     | motorboot                                  | 1864                              |
| Étienne Lenoir                     | bougie                                     | 1883                              |
| Willard Libby                      | koolstofdatering                           | 1949                              |
| Justus von Liebig                  | kunstmest                                  | 1845                              |
| Justus von Liebig                  | vleesextracten                             | 1865                              |
| Otto Lilienthal                    | zweefvliegtuig                             | 1877                              |
| Carl Linnaeus                      | classificatie van dieren en planten        | 1735                              |
| Alexandre Lion                     | couveuse                                   | 1891                              |
| Polydoor Lippens                   | elektrische bel                            |                                   |
| Hans Lippershey                    | telescoop                                  | 1608                              |
| Mahlon Loomis                      | radiotelegrafie                            | 1866                              |
| Oleg Losev                         | Led                                        | 1927                              |
| Auguste en Louis Lumière           | cinematografie                             | 1895                              |
| Charles Macintosh                  | waterproof regenjas                        | 1823                              |
| Charles Macintosh                  | reddingsvest                               | 1824                              |
| George William Manby               | brandblusser                               | 1816                              |
| Guglielmo Marconi                  | radio                                      | 1894                              |
| Guglielmo Marconi                  | trans-Atlantische radiosignalen            | 1901                              |
| Andreas Sigismund Marggraf         | methode voor fosforwinning                 | 1747                              |
| Maria van Alexandrië               | bain-mariesysteem                          |                                   |
| Angelo Mariani                     | Vin Mariani                                |                                   |
| John Landis Mason                  | weckglas/inmaakglas                        | 1858                              |
| John Matthews                      | sodawater                                  | 1833                              |
| Jan Ernst Matzeliger               | zwikmachine                                | 1883                              |
| John McAdam                        | macadamweg                                 | 1835                              |
| Elijah McCoy                       | automatische smering                       | 1872                              |
| Ives W. McGaffey                   | stofzuiger                                 | 1869                              |
| James Clerk Maxwell                | kleurenfotografie                          | 1861                              |
| Hippolyte Mège-Mouriès             | margarine                                  | 1869                              |
| Georges de Mestral                 | klittenband                                | 1951                              |
| Antonio Meucci                     | telefoon (prototype)                       | 1849                              |
| Édouard Michelin sr.               | luchtband                                  | 1895                              |
| Luis E. Miramontes                 | anticonceptiepil                           | 1951                              |
| Joseph en Jacques Montgolfier      | heteluchtballon                            | 1783                              |
| Robert Moog                        | eerste commercieel succesvolle synthesizer | 1964                              |
| Samuel Morse                       | morsecode                                  | 1832                              |
| William Murdoch                    | gasverlichting                             | 1790                              |
| Pieter van Musschenbroeck          | Leidse fles                                | 1740                              |
| Pieter van Musschenbroeck          | pyrometer                                  |                                   |
| John Napier                        | logaritme                                  | 1614                              |
| James Nasmyth                      | stoomhamer                                 | 1837                              |
| Walther Nernst                     | Nernstlamp                                 | 1897                              |
| Joseph Nicéphore Niépce            | loopfiets (vélocipède)                     | 1818                              |
| Joseph Nicéphore Niépce            | fotografie                                 | 1826                              |
| Alfred Nobel                       | dynamiet                                   | 1862                              |
| Hans Christian Ørsted              | proces voor het verkrijgen van aluminium   | 1824                              |
| Roelof Oberman                     | Colex, telefoonautomaat, trekkingsapparaat |                                   |
| Heike Kamerlingh Onnes             | liquefactie van helium                     | 1908                              |
| Marion O'Brien                     | wegwerpluier                               | 1951                              |
| Elisha Otis                        | personenlift (mechanisch)                  | 1852                              |
| William Oughtred                   | rekenliniaal                               | ±1622                             |
| Luigi Palmieri                     | seismograaf                                | 1855                              |
| Alexander Parkes                   | celluloid                                  | 1855                              |
| Blaise Pascal                      | barometer                                  | 1647                              |
| Charles Algernon Parsons           | stoomturbine                               | 1884                              |
| John Pemberton                     | Coca-Cola                                  | 1886                              |
| Gaston Planté                      | loodaccu                                   | 1859                              |
| Joseph Plateau                     | fenakistiscoop (stroboscoop)               | 1836                              |
| James L. Plimpton                  | rolschaatsen                               | 1863                              |
| George Pullman                     | pullman-slaaprijtuig                       | 1863                              |
| William Radcliffe                  | mechanisch weefgetouw                      | 1803                              |
| Giovanni Rappazzo                  | Fonofilm                                   | 1921                              |
| Louis Réard                        | bikini                                     | 1946                              |
| Hans Reichel                       | diverse muziekinstrumenten                 |                                   |
| Philipp Reis                       | telefoon                                   | 1860                              |
| Ira Remsen                         | sacharine                                  | 1880                              |
| Chester W. Rice                    | luidspreker                                | 1924                              |
| Isaac de Rivaz                     | automobiel (waterstof)                     | 1806                              |
| Pierre Robiquet                    | pijnstillers                               | 1832                              |
| Wilhelm Röntgen                    | röntgenapparaat                            | 1895                              |
| Ernst Ruska                        | elektronenmicroscoop                       | 1931                              |
| Jonas Salk                         | salkvaccin                                 | 1955                              |
| Steven Sasson                      | digitale camera                            | 1975                              |
| Thomas Savery                      | stoompomp                                  | 1698                              |
| Adolphe Sax                        | saxofoon                                   | 1840                              |
| Wilhelm Schickard                  | rekenmachine                               | 1623                              |
| Hubert Schlafly                    | autocue                                    |                                   |
| Johann Schweigger                  | galvanometer                               | 1820                              |
| Charles Seeberger                  | roltrap                                    | 1897                              |
| Marc Seguin                        | kabelhangbrug Lyon                         | 1825                              |
| Alois Senefelder                   | lithografie                                | 1796                              |
| Henry Shrapnel                     | explosiegranaat                            | 1804                              |
| Augustus Siebe                     | duikerspak                                 | 1819                              |
| Werner von Siemens                 | telegraaf                                  |                                   |
| Werner von Siemens                 | elektrische spoorweg                       | 1878                              |
| Igor Sikorsky                      | 1-rotorige helikopter                      | 1940                              |
| Benjamin Silliman                  | koolzuurhoudend water                      | 1807                              |
| Isaac Singer                       | naaimachine                                |                                   |
| James Slater                       | aandrijfketting                            | 1864                              |
| Percy Spencer                      | magnetron                                  | 1947                              |
| George Stephenson                  | stoomlocomotief                            | 1829                              |
| Simon Stevin                       | zeilwagen                                  | 1600                              |
| Almon Strowger                     | telefooncentrale                           | 1891                              |
| Herbert Akroyd Stuart              | compressieontsteking                       | 1892                              |
| William Sturgeon                   | elektromagneet                             | 1825                              |
| Thomas Sutton                      | kleurenfotografie                          | 1861                              |
| Joseph Swan                        | gloeilamp                                  |                                   |
| Joseph Swan                        | kunstvezel op basis van nitrocellulose     | 1883                              |
| Charles Tainter                    | grafofoon                                  | 1885                              |
| Nikola Tesla                       | wisselstroomgenerator                      |                                   |
| Barthlemy Thimonnier               | naaimachine                                | 1829                              |
| Elihu Thomson                      | elektrisch lassen                          | 1877                              |
| Robert William Thomson             | pneumatische band                          | 1845                              |
| Evangelista Torricelli             | barometer (principe)                       | 1643                              |
| Richard Trevithick                 | stoomvoertuig                              | 1801                              |
| Richard Trevithick                 | locomotief                                 | 1804                              |
| Youyou Tu                          | artemisinine                               |                                   |
| Jethro Tull                        | zaaimachine                                | 1701                              |
| Pellegrine Turri                   | schrijfmachine                             | 1808                              |
| Marie Tussaud                      | wassenbeeldenshow                          | 1801                              |
| Johan Vaaler                       | paperclip                                  | 1900                              |
| Jacques de Vaucanson               | robot                                      | 1738                              |
| Philip Vaughan                     | kogellager                                 | 1794                              |
| Alessandro Volta                   | batterij                                   | 1800                              |
| John Walker                        | lucifer                                    | 1827                              |
| Frederick Walton                   | linoleum                                   | 1863                              |
| Frank Wanlass                      | CMOS                                       | 1963                              |
| Ezra Warner                        | blikopener                                 | 1858                              |
| Dave Warren                        | vluchtdatarecorder                         | 1954                              |
| Lewis Waterman                     | vulpen                                     | 1884                              |
| James Watt                         | stoommachine                               | 1764                              |
| James Watt                         | condensator                                | 1763                              |
| Ralph Wedgwood                     | carbonpapier                               | 1806                              |
| Thomas Wedgwood                    | fotografie (niet fixeerbaar)               | 1802                              |
| Carl Auer von Welsbach             | gloeikousje                                | 1887                              |
| George Westinghouse                | luchtdrukrem                               | 1868                              |
| Charles Wheatstone                 | microfoon                                  | 1827                              |
| Charles Wheatstone                 | stereoscoop                                |                                   |
| Eli Whitney                        | katoenontkorrelmachine, cotton gin         | 1793                              |
| Frank Whittle                      | straalmotor                                | 1936                              |
| Joseph Whitworth                   | universele schroefdraad                    | 1841                              |
| Willem Beukelszoon                 | haring kaken                               | ±1400                             |
| Norman Joseph Woodland             | streepjescode                              | 1949                              |
| Granville T. Woods                 | inductietelegrafie                         | 1885                              |
| gebroeders Wright                  | vliegtuig                                  | 1903                              |
| Linus Yale                         | cilinderslot                               | 1851                              |
| Othmar Zeidler                     | DDT                                        | 1874                              |
| Ferdinand von Zeppelin             | zeppelin                                   | 1900                              |

## Bedrijven
- Adidas, sportschoen (1948)
- Amerikaans leger, jeep (1940)
- Amerikaanse marine, T-shirt (1942), atoomonderzeeboot (1954)
- Ampax, videoband (1956)
- AT&T, zonnecel (1954)
- Bayer, Aspirine (1899)
- Diners Club, creditcard (1950)
- DSM, supersterke vezel Dyneema (1979)
- Dunlop, schuimrubber (1929)
- DuPont, nylon (1935), teflon (1938)
- Durex, condoom (1934)
- Gaggia, espressoautomaat (1946)
- General Electric, synthetische diamant (1955)
- Goodyear, tubeless band (1948)
- Heinkel, straalmotor (1939)
- IBM, floppydisk (1970)
- ICL, perspex (1934)
- Johnson & Johnson, plakpleister (1899)
- Kimberley & Clark, maandverband (1936)
- Kodak, kleurennegatief (1935)
- Mattel, barbiepop (1958)
- Nestlé, oploskoffie (1938)
- Philips, compact cassette (1963), videocassetterecorder (1972), compact disc (1979)
- Texas Instruments, zakrekenmachine (1971)
- Thompson and Norris Co. New York, golfkarton (1875)
- Zoomar Corporation, zoomobjectief (1946)